# Durung
Durung is een bestuurslaag in het regentschap Aceh Besar van de provincie Atjeh, Indonesië. Durung telt 1006 inwoners (volkstelling 2010).